# HD 69830 c
HD 69830 c ist ein Exoplanet, der den Hauptreihenstern HD 69830 mit einer Umlaufperiode von 31,56 Tagen umkreist. 
Er wurde im Jahr 2006 von Lovis et al. mit Hilfe der Radialgeschwindigkeitsmethode entdeckt. Die große Halbachse der Bahn misst etwa 0,19 Astronomische Einheiten. Die Mindestmasse des Körpers beträgt rund 0,04 Jupitermassen.